# Liste der Herrscher namens Pippin
Pippin hießen folgende Herrscher:

## Pippin
- Pippin (Vermandois) († nach 840), Sohn des Königs Bernhard von Italien

### Pippin I.
- Pippin I., König von Aquitanien (797–838)

### Pippin II.
- Pippin II., König von Aquitanien (823–nach 864)

## Pippin ...
- Pippin der Ältere (Pippin I.), Stammvater der Karolinger (reg. 624–640), Hausmeier
- Pippin der Mittlere (Pippin II.), Hausmeier im Frankenreich (635–714, reg. 679–714)
- Pippin der Jüngere (Pippin III.), (714–768)
- Pippin von Italien, zuvor Karlmann, König von Italien (781–810)